# 佐藤益美
佐藤 益美（さとう ますみ、1921年（大正10年）11月20日 - 2015年（平成27年）3月2日）は、日本の政治家。大分県大分市長。

## 略歴
1975年（昭和50年）に革新系候補として社会党から大分市長選挙に出馬し、初当選。以後、1991年（平成3年）まで、4期16年にわたり大分市長を務めた。
任期中は、年間150回を超える市民との対話集会を開き、市民の意見の行政への反映に努めた。また、1978年（昭和53年）に、中世の南蛮貿易の縁があるポルトガルのアヴェイロ市と姉妹都市提携、1979年（昭和54年）に、ともに製鉄業が盛んな中国湖北省の武漢市と友好都市提携、1990年（平成2年）に、ともに半導体産業が盛んなアメリカ合衆国テキサス州のオースチン市と姉妹都市提携を結ぶなど、国際交流を積極的に進めた。
1992年（平成4年）、勲三等旭日中綬章受章。
大分市では、佐藤の市長就任以来、40年にわたって、非自民党系の市長が続いていた。
2015年3月2日、心筋梗塞のため死去。93歳没。歿日付で正八位から従四位に進階。

## 著書
- 街に人の和 緑の輪（1985年11月15日、三省堂）
- 天に道あり 人に心あり（1990年1月、三省堂、ISBN 978-4385353784）
- 来し方の記（2002年7月）